# Acalyptris platani
Acalyptris platani é uma espécie de nepticulídeo, da tribo Trifurculini (Nepticulinae), com distribuição na Europa Meridional ao Sudoeste Asiático.

## Descrição
Com uma envergadura de 5,2-5,4 mm nos machos e de 5,0-5,4 mm nas fêmeas. Na parte frontal da cabeça possui um tufo amarelado. Antenas com cerca de 34 segmentos nos machos, enquanto que nas fêmeas varia de 27 à 29 segmentos.

## Biologia
Platanus orientalis e P. hybrida são as plantas hospedeira da espécie. As larvas podem ser encontradas em junho e setembro a novembro. Os adultos emergem em dois períodos, o primeiro em maio-junho, o segundo em julho-agosto.

## Distribuição
A espécie tem distribuição na França, Suíça, Portugal, Espanha, Itália, Eslovênia, Croácia, Bósnia e Herzegovina, Montenegro, Sérvia, Kosovo, Macedônia, Bulgária, Grécia, Crimeia, Turquia, Chipre, Geórgia, Armênia, Azerbaijão e Irã.